# Връбница (район)
Вижте пояснителната страница за други значения на Връбница.
„Връбница“ е един от 24-те административни района на Столична община. Включва кварталите Обеля (разделен на Обеля, Обеля 1 и Обеля 2), Връбница (разделен на Връбница 1 и Връбница 2), Модерно предградие и Република 2, както и селата Волуяк и Мрамор.
Към 15 юни 2023 г. в района живеят 43 370 души по настоящ адрес и 47 341 души по постоянен адрес.

## История
Район Връбница се присъединява към столицата през 1961 г. с приемането на Закона за общия градоустройствен план на гр. София. Районът съществува като самостоятелна административно-териториална единица на столичния град от края на 1987 година, когато се закриват старите райони на София и се образуват 24 общини. Части от бившите Коларовски и Димитровски район се обособяват тогава в община, а по-късно в район „Връбница“.

## Квартали
- Връбница-1 (Карта)
- Връбница-2 (Карта)
- Модерно предградие (Карта)
- Надежда III (Карта) – малка част
- Обеля (Карта)
- Обеля 1 (Карта)
- Обеля 2 (Карта)
- Република-2 (Карта)
- Толева махала (Карта)

Районът включва още Парк „Бакърени гробища“ (Карта) и малка част от Северния парк (Карта), както и селата Волуяк и Мрамор и невключени в определен квартал територии в северозападната част.

## Личности
- Вуче Ангелков (...-1914 г.) – народен певец, живял и творил в годините около Освобождението
- Славко Иванчев (неизв.) – народен певец, живял в годините около Освобождението

## Население
Общият брой на населението на район „Връбница“ е заедно с населението на селата Волуяк (2989 души) и Мрамор (1905 души). Населението им е преброено отделно, защото те имат свои собствени кметства.

### Етнически състав
Преброяване на населението през 2011 г.
Численост и дял на етническите групи според преброяването на населението през 2011 г.:
|                     | Численост | Дял (в %) |
| Общо                | 47 969    | 100.00    |
| Българи             | 40 974    | 85.41     |
| Турци               | 262       | 0.54      |
| Цигани              | 802       | 1.67      |
| Други               | 264       | 0.55      |
| Не се самоопределят | 281       | 0.58      |
| Неотговорили        | 5386      | 11.22     |